# الاقتصاد الإسلامي في باكستان

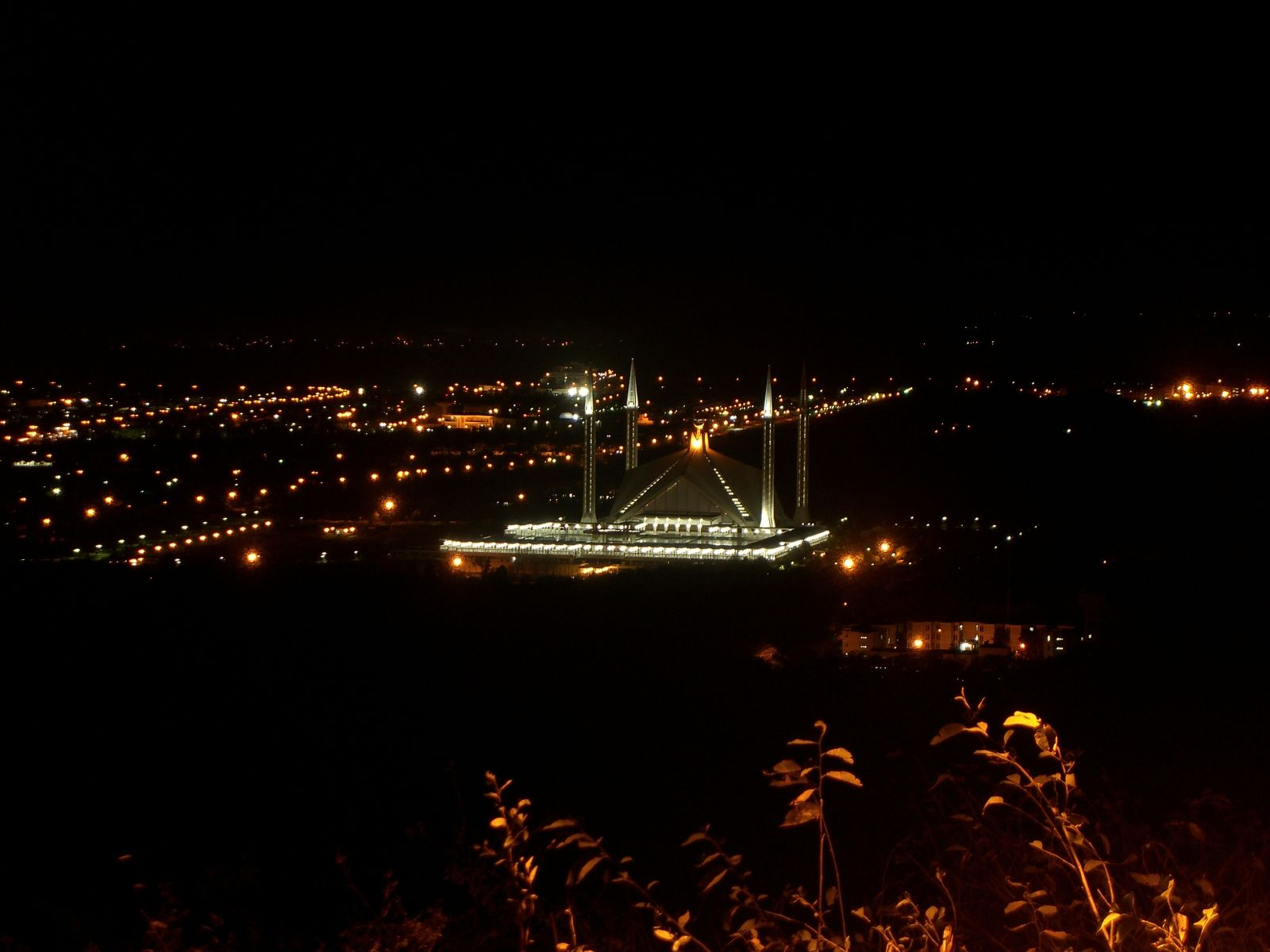
منظر ليلي لمسجد الملك فيصل. يحتل المسجد أهمية فريدة وثقافية في باكستان.

الاقتصاد الإسلامي في باكستان تشتمل السياسات الاقتصادية المقترحة تحت شعار «الأَسلَمَة» في باكستان على مراسيم تنفيذية بشأن الزكاة (الفقراء)، والعُشر (ضريبة العشر)، والتغييرات القضائية التي ساعدت في وقف إعادة توزيع الأراضي على الفقراء، وربما الأهم من ذلك، القضاء على الربا (يعرّفها النشطاء على أنها فوائد تفرض على القروض والأوراق المالية).
ربما كان المؤسس الأول للأَسلمة بين حكام باكستان - اللواء محمد ضياء الحق - قد قدم برنامجًا في عام 1978 لجعل (وفقًا ل لضياء ومؤيديه) القانون الباكستاني يتماشى مع مبادئ الشريعة الإسلامية.
صُمم البرنامج في أواخر عام 1977 ونُفِّذ خلال فترة حكمه، وجاء ذلك استجابةً لتصاعد النشاط الإسلامي والمشاكل والخلافات المرتبطة بسياسات سلف ضياء، رئيس الوزراء ذو الفقار علي بوتو. كانت نية ضياء المعلنة هي «القضاء على آفة الفائدة» على القروض والأوراق المالية، وخلق «اقتصاد معفي من الفائدة».
في 1 كانون الثاني 1980، تم فتح ما يقرب من 7000 عداد بدون فوائد في جميع البنوك التجارية المؤممة، مما جعل باكستان أول دولة في العالم الإسلامي مع الخدمات المصرفية الإسلامية.
ومع ذلك، على الرغم من الدعم الشعبي الذي يُزعم أنه تظاهر به (وسياسات الأَسلَمة الأخرى) من خلال استفتاء أَسلمة عام 1984 وما حققه البرنامج من مكاسب ونجاح، إلا أنه فشل في تحقيق الأهداف الدولية وتلبية التفاعلات التجارية مع البنوك الدولية الكبرى الأخرى. النشطاء الإسلاميون مستاءون أيضًا من أن قوانين وإعلانات ضياء لم تحظر حسابات دفع الفوائد.
لم يكن خلفاء ضياء نشطين في سعيهم وراء الأَسلَمَة. بينما دعم رئيس الوزراء المحافظ نواز شريف الأَسلمَة علانيةً، ركزت سياساته الاقتصادية على الخصخصة والتحرر الاقتصادي.
يشعر العديد من الاقتصاديين ورجال الأعمال الباكستانيين بالقلق من أن محاولة فرض اقتصاد إسلامي على باكستان سيكون لها «عواقب اقتصادية وسياسية واجتماعية مدمرة على البلاد».
على الرغم من أن آخرين (مثل محافظ بنك الدولة الباكستاني، إشارات حسين)، وصفوا المخاوف من الإسلام بأنها «سخيفة» وقائمة على الصور النمطية الغربية.
استمرت الأسلمة من خلال الجهود التي بذلتها المحاكم الإسلامية التي أنشأها ضياء، بما في ذلك النشطاء في هيئة استئناف الشريعة التابعة للمحكمة العليا، على الرغم من أنها تعرضت للانتكاسة عندما وصلت حكومة برويز مشرف إلى السلطة وضغطت على عدد من القضاة الناشطين للتقاعد.

## التاريخ والخلفية
كدولة تم إنشاؤها خصيصًا للمسلمين، كان لباكستان منذ فترة طويلة نشطاء إسلاميون يدعون إلى أَسلَمة أكثر شمولية لذلك البلد، وبالتحديد للقضاء على الرِّبا (يُعرَّف بالفائدة على القروض). الحداثيون الإسلاميون والعلمانيين واجيال من عادات المسلمين وثقافتهم المنتشره، والمدعومه من قبل الفتاوى الماخوذه من علماء محترمين ومعروفين والذين يؤيدون ويتقبلون الفائدة التي تكون بمستويات قليله ولا يعتبرونها ربا وفقًا لما جاء في الاقتصادي فيصل خان.
حتى العَّلامة إقبال (مفكر باكستان) استشهد بقبول حقيقة أن الدول الإسلامية الأميرية في الهند لم تقيد المصرفية الحديثة أو «محاولة لفرض نوع من المفهوم الإسلامي للإعفاء المالي. المعاملات.» 
ونتيجة لذلك، تلاشى الحماس للأسلَمَة وتضاءل طوال تاريخ باكستان. لقد كانت قوية عندما كانت «العناصر الدينية في صعود»، كما هو الحال أثناء التقسيم، وحركة نظام المصطفى 1977، وأثناء صعود الأصوليين بعد عام 2000.
في أوقات أخرى، يتم دفع «خدمة المتحدثين» لهذه المشكلة. يأمل مودودي وغيره من الإسلاميين في جعل باكستان «المدينة المنورة الجديدة» بحيث تصبح «رائدة العالم الإسلامي في القرن العشرين، وهو مختبر تُجرى فيه تجارب الحداثة الإسلامية بنجاح في طريقها لإطلاق نهضة إسلامية جديدة»
أشرف قريشي وأبو الأعلى المودودي، اثنان من علماء النظريات الرائدين في مجال الصيرفة الإسلامية، الذين دعوا إلى هذا الاهتمام بأن الربا ممنوع على المسلمين، ووضعوا الأسس الحالية للخدمات المصرفية والمالية الإسلامية في عام 1940، من جنوب آسيا.
(انتقل مودودي إلى باكستان حيث أصبح قائدًا إسلاميًا مؤثرًا). وفقًا لما قاله فيصل، " الآسيويون الجنوبيون عمومًا والباكستانيون على وجه الخصوص " ممثلون بشكل مفرط "بين" المنظرين والممارسين "في المصارف الإسلامية. "وجدت في البنوك الإسلامية والشركات المالية في جميع أنحاء الخليج [الفارسي] على جميع المستويات، من الصرافين إلى قاعة مجلس الإدارة." 
دعت المادة 28 من دستور باكستان لعام 1956 إلى القضاء على الربا «في أقرب وقت ممكن».نص دستور عام 1962 على مبادئ السياسة التي تنص على إلغاء «الربا». تم العثور على أحكام مماثلة في دستور عام 1973. في عام 1969، أعلنت الهيئة الاستشارية التي ترعاها الدولة والمعروفة باسم مجلس الأيديولوجية الإسلامية (CII)، أن النظام المصرفي في باكستان كان «يعتمد أساسًا على الربا»، ودعا بالإجماع إلى القضاء عليه.
كان منتصف وأواخر سبعينيات القرن الماضي فترة من الانتعاش الإسلامي في أنحاء من العالم الإسلامي، بما في ذلك باكستان. سلف ضياء، واجه رئيس الوزراء اليساري ذو الفقار علي بوتو مشاكل اقتصادية من الركود والمعارضة لبرنامج التوطين وإصلاح الأراضي.
في عامي 1976 و 1977، كانت هناك معارضة قوية لسياسات بوتو الموحدة تحت راية إحياء نظام المصطفى («حكم النبي») والتي بشرت بأن إقامة دولة إسلامية على أساس الشريعة من شأنه أن يعيد العدالة ونجاح الأيام الأولى للإسلام عندما حكم النبي الإسلامي محمد المسلمين.
في محاولة لوقف موجة أسلمة الشوارع، دعت بوتو أيضًا إلى الأسلمة وحظرت شرب الخمر وبيعه من قبل المسلمين والنوادي الليلية. المواجهة بين حزب الشعب الباكستاني في بوتو والتحالف الوطني الباكستاني المعارض، والاحتجاجات في الشوارع، والخسائر في الأرواح والممتلكات، كلها سبقت الإطاحة العسكرية بزولكار علي بوتو على يد ضياء في عام 1977. عند وصوله إلى السلطة، ألزم ضياء نفسه بفرض نظام المصطفى،  وهو تحول كبير عن القانون الباكستاني العلماني، الموروث من البريطانيين.